# Седерборг, Эльза
Эльза Седерборг (швед. Elsa Cederborgh, полное имя Elsa Fredrika Cederborgh, в замужестве Adlercreutz; 1875—1960) — шведская художница и мастер художественно-промышленного дизайна.

## Биография
Родилась 26 ноября 1875 года в Вестеросе в семье государственного чиновника Фредрика Рейнхольда Седерборга (Fredrik Reinhold Cederborgh) и его жены Паулины Графстрем (Paulina Grafström).
Эльза училась в стокгольмской технической школе Tekniska skola колледжа Konstfack в 1891—1897 годах. После обучения занималась живописью, а также дизайнерскими работами, в частности расписывала темперой настенные ковры.
С 1908 года Эльза Седерборг была замужем за камергером Акселем Адлеркройцем (Axel Johan Patrik Adlercreutz).
Умерла 24 ноября 1960 года в приходе Danderyd.